# Хулу
Ху̀лу (на гръцки: Χούλου) е село в Кипър, окръг Пафос. Според статистическата служба на Република Кипър през 2001 г. селото има 190 жители.
Намира се на 6 км западно от Статос-Агиос Фотиос.